# دوبل، لتونی
دوبل، لتونی (به آلمانی: Doblen) در لتونی با جمعیت ۱۱٬۳۹۱ نفر است که در لتونی واقع شده‌است.